# Championnat d'Iran de football 1975-1976
Navigation
Saison précédente Saison suivante
La saison 1975-1976 du Championnat d'Iran de football est la cinquième édition du championnat national de première division iranienne. Seize clubs iraniens prennent part au championnat organisé par la fédération. Les équipes sont regroupées au sein d'une poule unique où elles rencontrent leurs adversaires deux fois, à domicile et à l'extérieur. En fin de saison, le dernier du classement est relégué et remplacé par le champion de deuxième division.
C'est le club du Persepolis FC qui remporte la compétition, après avoir terminé en tête du classement final, avec trois points d'avance sur le Homa FC et quatre sur le Paas Teheran. C'est le 3e titre de champion d'Iran de l'histoire du club.

## Les clubs participants
| - Taj Teheran - Persepolis FC - Aboomoslem Mechhad - Promu de D2 - Paas Teheran - Malavan F.C. - Sanat Naft - Bargh Chiraz - Promu de D2 - Niru Ahvaz - Promu de D2 | - Rah Ahan Teheran - Bank Melli Iran - Teraktor Sazi - Promu de D2 - Zob Ahan FC - Homa FC - Sepahan Ispahan - FC Ararat Teheran - Promu de D2 - Daraei FC - Promu de D2 |

## Compétition

### Classement
Le classement est établi sur le barème de points classique (victoire à 2 points, match nul à 1, défaite à 0).
| Rang | Équipe               | Pts | J  | G  | N  | P  | Bp | Bc | Diff |
| ---- | -------------------- | --- | -- | -- | -- | -- | -- | -- | ---- |
| 1    | Persepolis FC        | 42  | 30 | 16 | 12 | 2  | 36 | 12 | +24  |
| 2    | Homa FC              | 39  | 30 | 12 | 15 | 3  | 38 | 25 | +13  |
| 3    | Paas Teheran         | 38  | 30 | 13 | 12 | 5  | 22 | 13 | +9   |
| 4    | Taj Teheran T        | 36  | 30 | 12 | 12 | 6  | 33 | 21 | +12  |
| 5    | Aboomoslem Mechhad P | 35  | 30 | 13 | 9  | 8  | 28 | 20 | +8   |
| 6    | Daraei FC P          | 33  | 30 | 9  | 15 | 6  | 19 | 15 | +4   |
| 7    | Malavan F.C. C       | 30  | 30 | 11 | 1  | 11 | 39 | 32 | +7   |
| 8    | Sanat Naft           | 27  | 30 | 9  | 9  | 12 | 27 | 31 | -4   |
| 9    | Zob Ahan FC          | 27  | 30 | 6  | 15 | 9  | 16 | 23 | -7   |
| 10   | Bank Melli Iran      | 27  | 30 | 7  | 13 | 10 | 23 | 25 | -2   |
| 11   | Sepahan Ispahan      | 26  | 30 | 8  | 10 | 12 | 24 | 27 | -3   |
| 12   | FC Ararat Teheran P  | 26  | 30 | 8  | 10 | 12 | 23 | 31 | -8   |
| 13   | Niru Ahvaz P         | 25  | 30 | 7  | 11 | 12 | 28 | 32 | -4   |
| 14   | Bargh Chiraz P       | 24  | 30 | 4  | 16 | 10 | 20 | 29 | -9   |
| 15   | Rah Ahan Teheran     | 24  | 30 | 5  | 14 | 11 | 19 | 29 | -10  |
| 16   | Teraktor Sazi P      | 19  | 30 | 4  | 11 | 15 | 21 | 41 | -20  |

## Bilan de la saison
| Championnat d'Iran de football 1975-1976 |                          |
| Champion                                 | Persepolis FC (3e titre) |
| Coupes et trophées                       |                          |
| Vainqueur de la Coupe d'Iran 1975-1976   | Malavan F.C.             |
| Promotions et relégations                |                          |
| Promus en Iranian Premier League         | Machine Sazi             |
| Relégués en Iranian Second League        | Teraktor Sazi            |